# Congrès de Panama

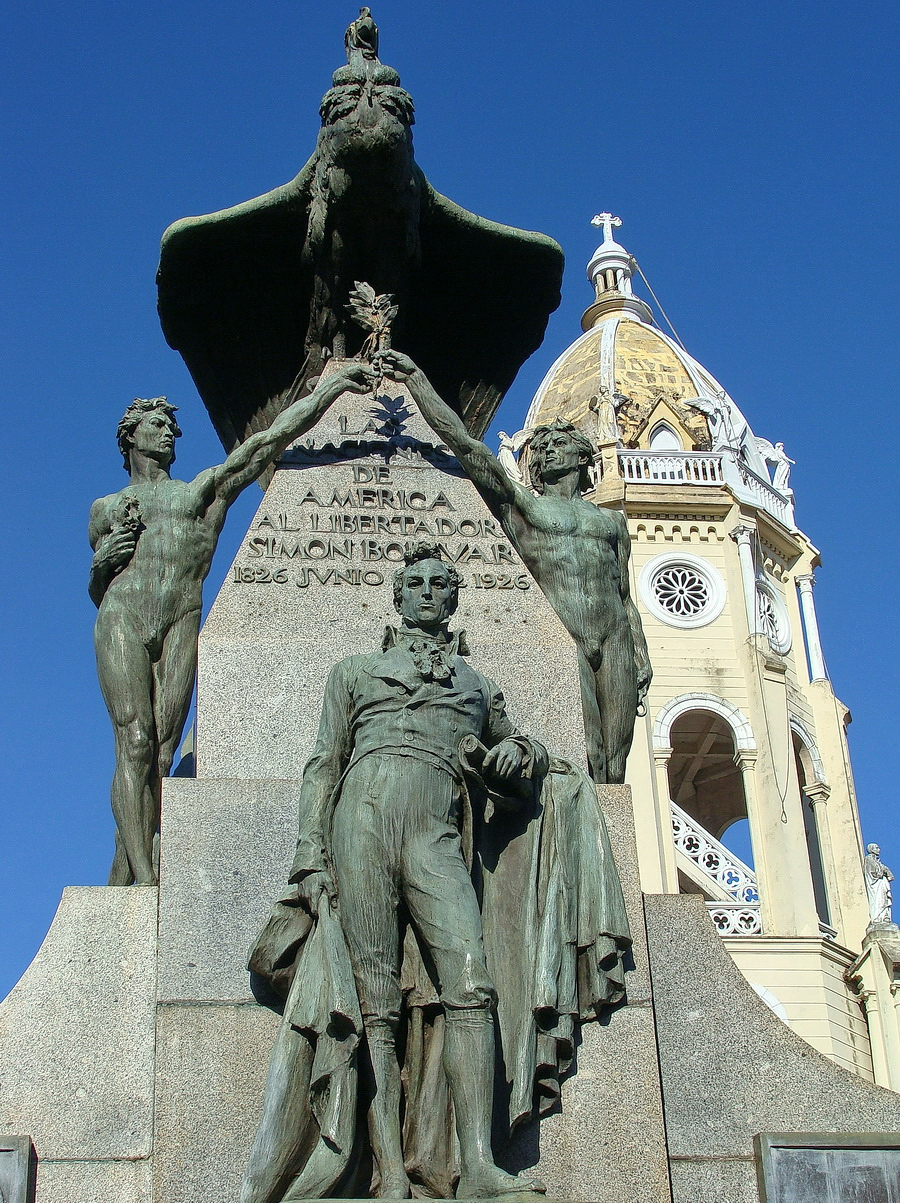
Monument en l'honneur du Libérateur pour le centenaire du congrès amphictyonique.

Le congrès de Panama (souvent désigné comme le « Congrès amphictyonique » en mémoire de la ligue amphictyonique de la Grèce antique) a été une conférence tenue dans la ville de Panama, en vue de rechercher l'union ou confédération des anciennes vice-royautés espagnoles d'Amérique. Le congrès a eu lieu en 1826 dans l'ancien couvent de San Francisco, aujourd'hui le Bolivar City Palace de Panama. La salle où s'est tenu le congrès conserve encore l'original des « Protocoles de l'isthme », premiers accords signés par les plénipotentiaires qui ont assisté à cette réunion en 1826. 

## L'initiative du congrès
C’est Bolivar qui adresse, le 5 décembre 1824, de Lima, une lettre aux gouvernements d’Amérique les invitant à une conférence dont il donne ainsi l’objectif : « Après quinze ans de sacrifices consacrés à la liberté de l'Amérique, le jour est enfin arrivé où les Républiques américaines, autrefois colonies espagnoles doivent avoir dans leurs intérêts et relations, une base fondamentale qui fasse éternelle, si possible, la durée de ces Gouvernements. Il appartient à une autorité suprême qui dirige la politique de nos gouvernements, d'établir ce système et de consolider le pouvoir de ce grand corps politique, autorité dont l'influence puisse maintenir l'uniformité de ses principes et dont le nom suffise à calmer nos tempêtes. Une si haute autorité ne peut exister que dans une Assemblée de Plénipotentiaires nommés par chacune de nos Républiques et réunis sous les auspices de la victoire obtenue par nos armes ».

## Les participants
Deux représentants de chaque pays participant : Grande Colombie (qui comprenait la Colombie, l'Équateur, Panama, le Venezuela), le Pérou, le Mexique et les Provinces-Unies d'Amérique centrale (dont le Guatemala, El Salvador, Honduras, Nicaragua et Costa Rica) ; l’Argentine et le Chili, et le Brésil, peu enclin à appuyer l’unification hispano-américaine, déclinèrent l’invitation. L’Angleterre et les Pays-Bas envoyèrent des observateurs. Le représentant des États-Unis (qui arriva à Panama après les travaux du congrès), cherchait essentiellement à accroître les échanges commerciaux avec le Sud.

## L'échec du congrès
Le traité de 1826 ne fut pas ratifié par tous les États signataires et il n’entra jamais en vigueur. Néanmoins, ainsi que l’écrit J. M. Yepes : « l’esprit fédéraliste et démocratique de ce traité a été pendant plus d’un siècle la source d’inspiration de tous les hommes d’État, publicistes et diplomates américains durant tout le XIXe siècle et la première moitié du XXe siècle ».
Des années plus tard, l’Union panaméricaine a été créée, puis l’Organisation des États américains (OEA). En outre, il existe actuellement un Parlement latino-américain. La création d’une confédération ou d’une ligue entre les nations d’Amérique a également été encouragée, ce qui a donné lieu à la formation de l’Union des nations sud-américaines (UNASUR).

### Les causes de l’échec
Pierre Chaunu identifie 4 causes principales à l’échec de ce congrès : 
- l’hostilité déclarée de l’Angleterre qui ne tenait pas à voir se constituer une grande unité politique ;
- la méfiance des États-Unis qui refusèrent d’accorder tout pouvoir à leurs délégués (ils arrivèrent après la clôture de la session) ;
- les divisions internes du monde lation-américain ;
- l’anarchie dans laquelle se débattaient les États nouvellement créés, (ni les Provinces-Unies du Rio de La Plata, ni le Chili, ni le Brésil ne se firent représenter).